# Oreste Ferrara

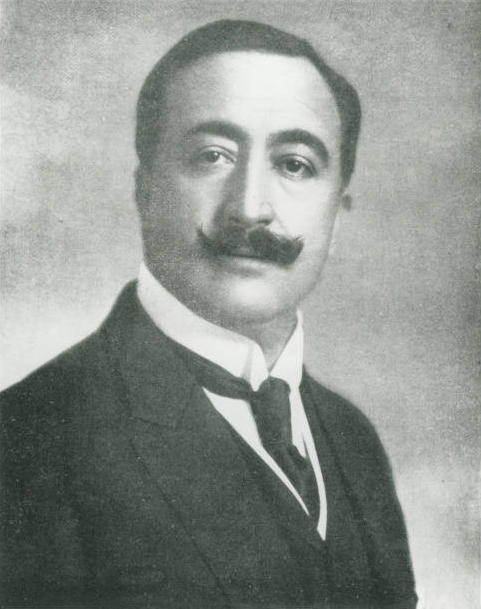
Orestes Ferrara Marino

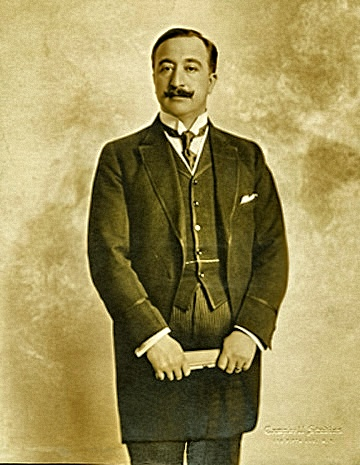
Orestes Ferrara Marino

Oreste Ferrara o - com'è noto nei paesi di lingua spagnola - Orestes Ferrara (Napoli, 8 luglio 1876 – Napoli, 16 febbraio 1972) è stato un avvocato, politico e scrittore italiano naturalizzato cubano, ufficiale e dirigente del nuovo Stato caraibico del quale sarà anche - tra altri incarichi - presidente della Camera dei rappresentanti, ministro degli Affari esteri e ambasciatore presso gli Stati Uniti e l'UNESCO.

## Biografia
Figlio di un ex garibaldino, professa fin dall'adolescenza sentimenti rivoluzionari. Nell'agosto del 1893 partecipa ad una manifestazione di protesta per il Massacro di Aigues-Mortes, sfociata in violenti disordini che culminarono con la proclamazione dello stato di assedio e numerosi arresti tra i manifestanti, tra cui lo stesso Ferrara appena diciassettenne.
Il 30 gennaio dell'anno seguente, nella villa comunale di Napoli, viene coinvolto nell'arresto dell'anarchico Francesco Saverio Merlino, tornato dell'esilio londinese sotto falso nome per incontrare Enrico Malatesta, scampando alle manette grazie all'intervento di alcuni amici.
Nel 1895 incontra l'anarchico foggiano Michele Angiolillo, che due anni dopo assassinò il Primo Ministro spagnolo Antonio Cánovas del Castillo.
Nel 1896, assieme all'amico Guglielmo Petriccione si reca a Parigi per prendere contatti con i rappresentanti locali dei patrioti cubani con l'intenzione di partecipare all'insurrezione contro la dominazione spagnola sull'arcipelago. Grazie al loro aiuto, Ferrara e Petriccione si imbarcano per New York, da cui raggiungono Tampa per arrivare a Cuba sul finire dell'anno. Ferrara si unì ai guerriglieri comandati dal generale Máximo Gómez e combatté per due anni fino a quando, grazie anche all'intervento degli USA, gli spagnoli si arresero.
Ottenuta l'indipendenza dell'isola, Ferrara venne nominato segretario del governo della Provincia di Las Villas, per volontà del generale José Miguel Gómez, futuro presidente della Repubblica, aderendo anche al partito di quest'ultimo, il liberale.
Nel 1900 si reca a Parigi come membro della delegazione cubana all'esposizione universale, ed in seguito torna in Italia per completarvi gli studi giuridici, ma non appena ottiene la qualifica di avvocato si trasferisce stabilmente nei Caraibi. Nel 1901 il governatore militare americano di Cuba, generale John R. Brooke, lo nomina governatore civile interinale della provincia di Santa Clara. Tuttavia, in seguito a dissapori con il suo successore Leonard Wood, decide di rassegnare le dimissioni e lasciare Cuba per Boston, dove risiedette per alcuni mesi.
Tornato a Cuba, apre il suo studio legale all'Avana e vince un concorso pubblico ottenendo la cattedra di diritto politico all'Università dell'Avana, e svolge inoltre un'intensa attività pubblicistica. È direttore della rivista Reforma Social ed editore del quotidiano El Heraldo,  e fa costruire un'elegante dimora che ospita, oggi, il museo napoleonico della capitale cubana. 
Nel 1908 Ferrara viene eletto deputato al parlamento cubano, e pochi mesi dopo assume la carica di presidente della Camera dei Deputati, venendo riconfermato nelle successive legislature fino al 1926. 
Nel 1912, paventando un intervento militare americano, Ferrara viene inviato in missione a Washington quale Ambasciatore straordinario, dove incontra il Presidente Taft, il quale lo invita ad esporre il punto di vista del governo cubano al Congresso, divenendo così il primo italiano a parlare innanzi al parlamento statunitense. Fu grazie al suo appassionato ed eloquente discorso che la spedizione militare statunitense venne scongiurata. 
Nominato Ambasciatore della Repubblica di Cuba a Washington dal 21 dicembre 1926 al 1º giugno 1932, ricoprì successivamente la carica di Segretario di Stato (equivalente a Ministro degli Esteri) durante la dittatura di Gerardo Machado, dal 1º giugno 1932 al 12 agosto 1933.
Viene eletto all'assemblea costituente del 1940 nel collegio della provincia di Villa Clara. Vi scampa anche ad un attentato, nonostante sia raggiunto da dieci proiettili. 
Nel 1959, in dissenso con la nuova realtà creata dall'ascesa al potere di Fidel Castro torna in Italia, dove rimane fino alla morte.

## Opere
- La guerra europea. Causas y pretextos, Nueva York-Londres, Appleton, 1915.
- La politica internazionale dell'Italia e la presente guerra. Conferenza tenuta a bordo della Dante Alighieri il 5 agosto 1915, Portici, Stabilimento tipografico E. Della Torre, 1915?
- Lessons of the war and the peace conference by Oreste Ferrara. Authorized translation from the Spanish by Leopold Grahame, New York-London, Harper & brothers, 1919.
- Machiavel. Traduit par Francis de Miomandre, Paris, H. Champion, 1928. Ed. italiana: Machiavelli, Milano, Treves, 1930.
- El panamericanismo y la opinion europea, Paris, Le livre libre, 1930. Ed francese: L'Amérique et l'Europe. Le panaméricanisme et l'opinion europeénne. Traduction Francis de Miomandre, Paris, Le Oeuvres représentatives, 1930.
- Tentativas de intervención europea en América: 1896-1898, La Habana, Editorial Hermes, 1933.
- Le pape Borgia. Alexandre VI. Traduit par Francis de Miomandre, Paris, Librairie ancienne Honore Champion, 1939. Ed. italiana: Il papa Borgia, a cura di Alessandro Cutolo, Milano, Garzanti, 1953.
- Mis relaciones con Maximo Gomez. Apéndice memoria sobre la guerra de indipendencia por Lorenzo Despradel, seconda edizione, La Habana, Molina y Compania, 1942.
- Un pleito sucesorio: Enrique IV, Isabel de Castilla y la Beltraneja, Madrid, La Nave, 1945.
- Ciceron y Mirabeau. La moral de dos grandes oradores, Madrid, La Nave, 1949.
- El siglo XVI a la luz de los embajadores venecianos, Madrid, Graficas Orbe, 1952. Ed. italiana: Il secolo XVI visto dagli ambasciatori veneziani, traduzione di Emma Barzini, Milano, A. Martello, 1960.
- Gasparo Contarini et ses missions. Traduit de l'espagnol par Francis de Miomandre, Paris, Albin Michel, 1956.
- L'Avenement d'Isabelle la Catholique. Traduit de l'Espagnol par Francois de Miomandre, Paris, A. Michel, 1958.
- Il pensiero politico di Nitti sui trattati di pace, Estr. da: Nuova Antologia, pp 351-78, Novembre 1958.
- Philippe II. Traduit de l'espanol par Francis de Miomandre et A. D. Toledano, Paris, Albin Michel, 1961. Ed. Italiana: Filippo II, traduzione di Emma Barzini, Milano, A. Martello, 1965.